# Émile Thévenot
Pour les articles homonymes, voir Thévenot.
Émile Thévenot, né le 20 juillet 1904 à Beaune et mort le 20 novembre 1966 à Annemasse est un historien français.

## Biographie
Membre de l'Académie de Dijon, vice-président de la Société éduenne, président d'honneur de la Société d'Archéologie de Beaune et correspondant du Ministère de l'Éducation nationale, il fut professeur au lycée Pasteur de Neuilly-sur-Seine de 1933 à sa mort.

## Publications (sélection)
- Autun, Cité romaine et chrétienne, Autun, 1932.
- Histoire des Gaulois, coll. Que sais-je ?, Paris, 1946.
- Les Gallo-Romains, coll. Que sais-je ?, Paris, 1948.